# ابراهیم صهبا
ابراهیم صهبا (زادهٔ ۱۲۹۰ در تربت حیدریه – درگذشتهٔ ۴ بهمن ۱۳۷۷) نویسنده، شاعر و روزنامه‌نگار ایرانی بود.

## زندگی
او در سال ۱۲۹۰ در فیض آباد مه ولات از آبادی‌های خراسان به دنیا آمد. پدرش مهدی‌خان از ملاکین آبادی و مادرش عذرا اهل روستای عبدل آباد بود. سال‌های آخر دبیرستان در دارالفنون تحصیل کرد و سپس وارد دانشکدهٔ افسری شد. او دو بار ازدواج کرد و سه فرزند به نام‌های شهلا، ترسی و هوشنگ دارد. صهبا از نویسندگان مجله‌های توفیق، باباشمل بود. و اشعارش را در قالب کلاسیک سروده است.
نام خیابان «جمشید آباد» با پیشنهاد او به اسدالله علم به جمال‌زاده تغییر کرد. همچنین فروغ فرخزاد در شعر مرز پرگهر به او با عنوان «آبراهام صهبا» اشاره می‌کند.
ابراهیم صهبا در روز یکشنبه چهارم بهمن ماه ۱۳۷۷ به علت بیماری قلبی درگذشت.